# Seznam členů Národního shromáždění republiky Československé po volbách v roce 1925
Toto je seznam členů Národního shromáždění republiky Československé po volbách v roce 1925, kteří zasedali v tomto zákonodárném sboru Československa ve volebním období 1925-1929.

## Abecední seznam poslanců
Včetně poslanců, kteří nabyli mandát až dodatečně jako náhradníci (po rezignaci či úmrtí předchozího poslance). V závorce uvedena stranická příslušnost, popřípadě příslušnost k poslaneckému klubu.

### A - H
- Josef Adámek (ČSL)
- Karel Anděl (živn.)
- Hans Bartel (Něm. kř. soc.)
- František Bayer (ČSL)
- Jaroslav Bečák (republ.)
- Ján Bečko (ČSSD)
- Rudolf Bechyně (ČSSD)
- Alois Beneš (živn.)
- PhDr. Edvard Beneš (ČSNS)
- Vojta Beneš (ČSSD)
- Rudolf Beran (republ.)
- Hugo Bergmann (ČSNS)
- Bedřich Bezděk (ČSL)
- František Biňovec (ČSSD)
- Otomar Bistřický (republ.)
- MUDr. Pavel Blaho
- Fanni Blatny (DSAP)
- Emil Bobek (Něm. kř. soc.)
- Rudolf Böhm (BdL)
- Václav Bolen (KSČ, pak KSČ-leninovci)
- Georg Böllmann (BdL)
- Dr. Ing. Ján Botto (republ.)
- Bohumír Bradáč (republ.)
- Jozef Branecký (republ.)
- Vilém Brodecký (ČSSD)
- Karel Brožík (ČSSD)
- ThDr. Jozef Buday (HSĽS)
- Franz Budig (Něm. kř. soc.)
- Edmund Burian (KSČ, pak KSČ-leninovci)
- František Buříval (ČSNS)
- Josef Cibulka (KSČ)
- JUDr. Ludwig Czech (DSAP)
- Jan Čančara (ČSL)
- Josef Čermák (KSČ, pak nezařazený)
- Jan Černý (republ.)
- Josef Černý (republ.)
- František Červinka (ČSNS)
- Ján Čillik (HSĽS)
- Marek Čulen (KSČ, pak KSČ-leninovci)
- Antonín Čuřík (ČSL)
- JUDr. Ladislav Daněk (ČSL)
- Josef David (ČSNS)
- Eugen de Witte (DSAP)
- Jakub Dědič (KSČ, pak KSČ-leninovci)
- JUDr. Ivan Dérer (ČSSD)
- Anton Dietl JUDr. (DSAP)
- Josef Dolanský (ČSL)
- Václav Doležal (republ.)
- Ing. Jan Dostálek (ČSL)
- Jan Dubický (republ.)
- Ing. Jan Dvořáček (nár. dem.)
- Ernst Eckert (něm. živn.)
- Gustav Elstner (KSČ)
- Miklós Fedor (Zem. kř.-soc.)
- ThDr. Wenzel Feierfeil (Něm. kř. soc.)
- Josef Fischer (BdL)
- PhDr. Emil Franke (ČSNS)
- Josef Freising (BdL)
- JUDr. Gejza Fritz (HSĽS)
- Kálmán Füssy (BdL, resp. MNS, pak jen MNS)
- JUDr. Andrej Gagatko (ČSNS, pak nezařazený)
- JUDr. József Gáti (KSČ)
- JUDr. Marek Gažík (HSĽS)
- František Geršl (ČSSD)
- Josef Geyer (DNSAP)
- Christof Gläsel (BdL)
- Ignác Grebáč-Orlov (HSĽS)
- Lipót Gregorovits (Zem. kř.-soc.)
- Johann Greif (Něm. kř. soc.)
- Ernst Grünzner (DSAP)
- Theodor Hackenberg (DSAP)
- Karl Haiblick (KSČ)
- PhDr. Antonín Hajn (nár. dem.)
- Josef Haken (KSČ)
- Otto Halke (BdL)
- Dr. Ján Halla (republ.)
- Antonín Hampl (ČSSD)
- Anton Hancko (HSĽS)
- Dr. Georg Hanreich (BdL, pak nezařazený, pak hosp. MNS)
- Jan Harus (KSČ)
- Jakub Haupt (republ.)
- Rudolf Hawelka (Něm. kř. soc.)
- Rudolf Heeger (DSAP)
- Franz Heller (BdL)
- Oswald Hillebrand (DSAP)
- Kašpar Hintermüller (ČSL)
- Ernst Hirschl (KSČ, pak nezařazený)
- Msgre. Andrej Hlinka (HSĽS)
- PhDr. František Hnídek (republ.)
- dr.h.c. Franz Hodina (BdL)
- PhDr. Milan Hodža (republ.)
- JUDr. János Holota (BdL, resp. MNS, pak nezařazený, pak MNS)
- Josef Honsl (republ.)
- František Horák (živn.)
- Otto Horpynka (DNP)
- Ing. Oldřich Hrdina (republ.)
- Čeněk Hruška (KSČ)
- Igor Hrušovský (ČSNS)
- Ján Hvozdzík (HSĽS)
- Václav Hýbner (živn.)

### CH - R
- Albín Chalupa (ČSSD)
- Rudolf Chalupa (ČSSD)
- Josef Chalupník (ČSSD)
- Anna Chlebounová (republ.)
- František Chlouba (KSČ)
- JUDr. František Chvalkovský (republ.)
- Jan Chvojka (ČSNS)
- JUDr. Johann Jabloniczky (Zem. kř.-soc.)
- František Janalík (ČSL)
- Jakub Janovský (ČSL)
- Václav Jaša (ČSSD)
- František Ježek (nár. dem.)
- Bohumil Jílek (KSČ, pak KSČ-leninovci)
- Antonín Jiráček (živn.)
- Václav Johanis (ČSSD)
- Ing. Rudolf Jung (DNSAP)
- Josef Juran (KSČ)
- ThDr. Ferdiš Juriga (HSĽS, nezařazený)
- Ing. Othmar Kallina (DNP)
- Antonín Kaňourek (ČSL)
- Betty Karpíšková (ČSSD)
- Franz Katz (DSAP)
- Franz Kaufmann (DSAP)
- JUDr. Josef Keibl (DNP)
- Irene Kirpal (DSAP)
- JUDr. Otakar Klapka (ČSNS)
- Robert Klein (ČSSD)
- Josef Knejzlík (ČSNS)
- Hans Knirsch (DNSAP)
- JUDr. August Koberg (DNP)
- Andrej Kocsis (republ.)
- Gyula Koczor (BdL, resp. MNS, pak jen MNS)
- Gizela Kolláriková (KSČ)
- Jozef Kopasz (KSČ)
- Endre Korláth (BdL, resp. MNS, pak jen MNS)
- Václav Košek (ČSL)
- Jan Koudelka (ČSSD)
- JUDr. František Králík (republ.)
- JUDr. Karel Kramář (nár. dem.)
- Vinzenz Kraus (DNP)
- Hans Krebs (DNSAP)
- Karl Kreibich (KSČ)
- Jan Krejčí (ČSL)
- Matej Kršiak (KSČ)
- Hans Krumpe (Něm. kř. soc.)
- Adolf Křemen (republ.)
- Alois Kříž (ČSSD)
- Michal Kubicsko (KSČ, pak nezařazený)
- JUDr. Robert Kubiš (HSĽS)
- Alois Kunz (Něm. kř. soc.)
- Ivan Kurťak (nezařazený, resp. AZS)
- Josef Kvasnička (nár. dem.)
- František Kyncl (živn.)
- JUDr. Ľudovít Labaj (HSĽS)
- Josef Lanc (ČSNS)
- Luisa Landová-Štychová (KSČ)
- František Langr (ČSNS)
- Rudolf Laube (ČSNS)
- dr. Wenzel Lehnert (DNP)
- Dominik Leibl (DSAP)
- PhDr. František Lukavský (nár. dem.)
- JUDr. Felix Luschka (Něm. kř. soc.)
- Josef Macek (ČSSD)
- Pavol Macek (republ.)
- Jakub Mach (republ.)
- Msgr. Pavol Macháček (HSĽS)
- František Machník (republ.)
- Štefan Major (KSČ)
- Rudolf Malík (republ.)
- Jan Malypetr (republ.)
- František Mašata (republ.)
- Imrich Matej (KSČ)
- Ján Matík (HSĽS)
- František Matoušek (ČSL)
- dr. Josef Matoušek (nár. dem.)
- Franz Matzner (DNP)
- Josef Mayer (BdL, pak nezařazený, pak hospit. MNS)
- JUDr. Robert Mayr-Harting (Něm. kř. soc.)
- JUDr. Alfréd Meissner (ČSSD)
- JUDr. Martin Mičura (ČSL)
- Václav Mikuláš (ČSNS)
- Vítězslav Mikulíček (KSČ)
- Rudolf Mlčoch (živn.)
- František Molík (republ.)
- Ivan Mondok (KSČ)
- JUDr. Karel Moudrý (ČSNS)
- Alois Muna (KSČ, pak KSČ-leninovci)
- Václav Myslivec (ČSL)
- Josef Václav Najman (živn.)
- Josef Náprstek (živn.)
- František Navrátil (ČSL)
- Gustav Navrátil (nár. dem.)
- Ing. Jaromír Nečas (ČSSD)
- Dominik Nejezchleb-Marcha (republ.)
- Josef Netolický (ČSNS)
- Alois Neurath (KSČ, pak KSČ-leninovci)
- Andor Nitsch (BdL, pak hospit. MNS)
- JUDr. František Nosek (ČSL)
- PhDr. Josef Novák (ČSL)
- Ing. Ladislav Novák (nár. dem.)
- Fritz Oehlinger (Něm. kř. soc.)
- Štefan Onderčo (HSĽS)
- František Ostrý (živn.)
- JUDr. Josef Patejdl (ČSNS)
- Josef Patzel (DNSAP)
- Pavol Pavlačka (HSĽS)
- Anton Pázmán (HSĽS)
- František Pechman (živn.)
- Ludmila Pechmanová-Klosová (ČSNS)
- Jan Pekárek (živn.)
- Jan Pelíšek (republ.)
- Josef Peter (KSČ)
- ThDr. Karl Petersilka (Něm. kř. soc.)
- Alois Petr (ČSL)
- František Petrovický (nár. dem.)
- Ján Petrovič (republ.)
- Luděk Pik (ČSSD)
- Johann Platzer (BdL)
- Adolf Pohl (DSAP)
- JUDr. Štefan Polyák (HSĽS)
- Ferdinand Prášek (ČSNS)
- Bohuslav Procházka (ČSNS)
- Jan Prokeš (ČSSD)
- Kiril Prokop (nezařazený, pak hospit. ČSNS)
- Adolf Prokůpek (republ.)
- JUDr. Viktor Ravasz (HSĽS)
- MUDr. Gejza Rehák (nár. dem.)
- Antonín Remeš (ČSSD)
- Karel Riedl (ČSNS)
- JUDr. Alfred Rosche (DNP)
- Anton Roscher (DSAP)
- Msgr. Alois Roudnický (ČSL)
- Jan Rýpar (ČSL)

### S - Z
- JUDr. František Samek (nár. dem.)
- Václav Sedláček (ČSL)
- Nikolaj Sedorjak (KSČ)
- Anton Schäfer (DSAP)
- Georg Scharnagl (Něm. kř. soc.)
- Anton Schmerda (KSČ)
- Rudolf Schneider (DNP)
- PhDr. Ernst Schollich (DNP)
- Ottokar Schubert (BdL)
- Karl Schuster (DSAP)
- Josef Schweichhart (DSAP)
- Hieronymus Siegel (DNP)
- Hugo Simm (DNSAP)
- Jozef Sivák (HSĽS)
- Martin Skopal-Procházka (republ.)
- Václav Sladký (ČSNS)
- Jan Slavíček (ČSNS)
- JUDr. Michal Slávik (republ.)
- Karol Śliwka (KSČ)
- PhDr. Franz Spina (BdL)
- Antonín Srba (ČSSD)
- MUDr. Otakar Srdínko (republ.)
- dr. František Staněk (republ.)
- Wenzel Staněk (DSAP)
- František Stanislav (ČSL)
- ThDr.Msgre Bohumil Stašek (ČSL)
- Gábriel Steiner (KSČ)
- Alois Stenzl (něm. živn.)
- JUDr. Viktor Stern (KSČ)
- Josef Stivín (ČSSD)
- Jiří Stříbrný (ČSNS, pak nezařazený)
- Štefan Suroviak (HSĽS)
- František Světlík (ČSL)
- František Svoboda (ČSSD)
- József Szentiványi (BdL, resp. MNS, pak jen MNS)
- JUDr. Géza Szüllő (Zem. kř.-soc.)
- Emanuel Šafranko (KSČ)
- Josef Šamalík (ČSL)
- František Škola (KSČ, pak KSČ-leninovci)
- JUDr. Bohumír Šmeral (KSČ)
- Andrej Šoltys (republ.)
- Jaromír Špaček (nár. dem.)
- Emil Špatný (ČSNS)
- ThDr.h.c. Jan Šrámek, Msgre. (ČSL)
- JUDr. Augustin Štefan (republ.)
- PhDr. Anton Štefánek (republ.)
- Josef Štětka (KSČ)
- Dr.h.c. Antonín Švehla (republ.)
- Siegfried Taub (DSAP)
- Heřman Tausik (KSČ)
- Rudolf Tayerle (ČSSD)
- Hans Tichý (BdL, resp. něm. živn.)
- ThDr. Jozef Tiso, Msgre. (HSĽS)
- Florian Tománek (HSĽS, pak nezařazený)
- František Tomášek (ČSSD)
- Andrej Tóth (republ.)
- Jindřich Trnobranský (ČSNS, pak nezařazený)
- Alois Tučný (ČSNS)
- JUDr. Vojtech Tuka (HSĽS)
- Jan Tůma (republ.)
- František Udržal (republ.)
- PhDr. Doc. Antonín Uhlíř (ČSNS)
- Václav Vávra (živn.)
- Emanuel Vencl (republ.)
- Josef Vičánek (ČSL)
- JUDr. Karel Viškovský (republ.)
- Karel Vlček (ČSNS)
- Marie Vobecká (KSČ)
- Dr.h.c. Augustin Vološin, Msgre. (ČSL)
- Václav Vomela (republ.)
- Vilém Votruba (nár. dem.)
- Augustin Vrtaník (KSČ)
- Hans Wagner (BdL)
- Josefine Weber (DNP)
- Franz Weisser (BdL)
- Leo Wenzel (DNSAP)
- František Wenzl (republ.)
- Franz Windirsch (BdL)
- JUDr. Lev Winter (ČSSD)
- JUDr. Leon Wolf (hospit. republ., resp. Pol. lid. a děl. svaz)
- PhDr. Theodor Wollschack (DNSAP)
- Rudolf Wünsch (KSČ)
- JUDr. Josef Zadina (republ.)
- Jan Záhorský (ČSNS)
- Erwin Zajiček (Něm. kř. soc.)
- Antonín Zápotocký (KSČ)
- Ján Zeman (republ.)
- Františka Zeminová (ČSNS)
- Wolfgang Zierhut (BdL)
- Samuel Zoch (republ.)
- Libert Zoufalý (KSČ, pak KSČ-leninovci)
- Jozef Žalobin (republ.)

## Abecední seznam senátorů
Včetně senátorů, kteří nabyli mandát až dodatečně jako náhradníci (po rezignaci či úmrtí předchozího poslance). V závorce uvedena stranická příslušnost.

### A - H
- Antonín Adamovský (ČSL)
- Bohumil Baxa (nár. dem.)
- Bohdan Bečka (nár. dem.)
- Franz Beutel (DSAP)
- Eduard Bobula (HSĽS)
- Ivan Bodnár (KSČ, pak nezařazený)
- Josef Böhr (Něm. kř. soc.)
- Jaroslav Brabec (nár. dem.)
- Heinrich Brunar (DNP)
- Felix Časný (ČSSD)
- Andrej Činčala (HSĽS)
- Vojtěch Čipera (ČSNS)
- Václav Donát (republ.)
- Josef Dresler (republ.)
- Vojtěch Dundr (ČSSD)
- Juraj Ďurčanský (HSĽS)
- Viktor Dyk (nár. dem.)
- Božena Ecksteinová-Hniličková (ČSSD)
- Ferenc Egry (BdL, resp. MNS, pak jen MNS)
- Vladimír Fáček (nár. dem.)
- Adam Fahrner (DNSAP, pak nezařazený)
- Milan Fijala (KSČ)
- Jan Filipinský (ČSSD)
- Lájos Franciscy (hospit. Něm. kř. soc., resp. Zem. kř.-soc., pak Zem. kř.-soc.)
- Karl Friedrich (DNP)
- Karl Fritscher (Něm. kř. soc.)
- Géza Grosschmid (hospit. Něm. kř. soc., resp. Zem. kř.-soc., pak Zem. kř.-soc.)
- Gustav Habrman (ČSSD)
- Vojtěch Hampl (KSČ)
- Hans Hartl (DNP)
- Otakar Havelka (republ.)
- Jáchym Havlena (ČSSD)
- Rudolf Havránek (ČSNS)
- Karl Heller (DSAP)
- Wilhelm Herlinger (KSČ, pak KSČ-leninovci)
- Sándor Herz (KSČ)
- Karl Hilgenreiner (Něm. kř. soc.)
- František Hlávka (KSČ)
- Václav Houser (KSČ, pak KSČ-leninovci)
- Otmar Hrejsa (republ.)
- Mořic Hruban (ČSL)
- Emanuel Hrubý (republ.)
- Josef Hubka (ČSNS)
- Robert Hütter (DNP)
- František Hybš (republ.)

### CH - R
- Václav Chlumecký (KSČ)
- Ján Janík (HSĽS)
- Anton Jarolim (DSAP)
- Rudolf Jaroš (ČSSD)
- Franz Jesser (DNSAP)
- Jan Jílek (ČSL)
- Hans Jokl (DSAP)
- Josef Kahler (BdL)
- Michal Kalčok (HSĽS)
- Josef Karas (ČSL)
- Eduard Kavan (ČSL)
- Bohuš Kianička (živn.)
- Josef Václav Klečák (ČSNS)
- Július Klimko (HSĽS)
- Václav Klofáč (ČSNS)
- Antonín Klouda (ČSNS)
- František Kopřiva (ČSL)
- Ludwig Korinek (BdL)
- Jan Kotrba (živn.)
- Bohuslav Koukal (ČSL)
- Tomáš Koutný (KSČ)
- Ján Kovalik (HSĽS)
- Karol Krčméry (HSĽS)
- Milutin Križko (republ.)
- František Kroiher (republ.)
- Otakar Krouský (ČSNS)
- Luděk Krupka (ČSL)
- Franz Křepek (BdL)
- Emanuel Kučera (KSČ, pak KSČ-leninovci)
- Eugen Ledebur-Wicheln (Něm. kř. soc.)
- Andreas Lippert (BdL)
- Dominik Löw (DSAP)
- Josef Lukeš (republ.)
- Josef Luksch (BdL)
- Bedřich Macků (ČSNS)
- Gustav Mazanec (ČSL)
- Wilhelm Medinger (Něm. kř. soc.)
- Adolf Melíšek (HSĽS)
- Jan Miller (nár. dem.)
- František Modráček (ČSSD)
- Bohumil Němec (nár. dem.)
- Wilhelm Niessner (DSAP)
- Antonín Novák (ČSSD)
- František Novák (ČSL)
- Gustav Oberleithner (DNP)
- Ľudevít Okánik (republ.)
- František Olejník (republ.)
- Rudolf Pánek (ČSNS)
- Josef Pastyřík (živn.)
- Artur Pavelka (ČSL)
- Juraj Petor (KSČ)
- Josef Petřík (ČSSD)
- Jiří Pichl (ČSNS)
- Cyrill Pivko (republ.)
- Františka Plamínková (ČSNS)
- Ján Pocisk (ČSSD)
- Ján Podoba (HSĽS)
- Johann Polach (DSAP)
- Johann Prause (BdL, resp. něm. živn.)
- Jan Prinz (republ.)
- Adolf Procházka (ČSL)
- Josef Prošek (republ.)
- Josef Průša (KSČ, pak KSČ-leninovci)
- Růžena Reichstädterová (ČSNS)
- Richard Reiter (KSČ, pak nezařazený)
- Kyril Reščuk (KSČ, pak nezařazený)
- František Reyl (ČSL)
- Josef Reyzl (DSAP)
- János Richter (BdL, resp. MNS, pak jen MNS)
- Šimon Roháček (republ.)
- Jan Rozkošný (republ.)

### S - Z
- Karel Sáblík (republ.)
- Václav Sehnal (republ.)
- Růžena Sehnalová (KSČ)
- Josef Sechtr (republ.)
- Josef Skalák (KSČ, pak KSČ-leninovci)
- Julius Sláma (živn.)
- Josef Sochor (KSČ, pak KSČ-leninovci)
- František Soukup (ČSSD)
- Erdmann Spies (BdL)
- Franz Karl Stark (DSAP)
- Kornel Stodola (republ.)
- Robert Stöhr (BdL)
- Friedrich Stolberg (Něm. kř. soc.)
- Josef Stržil (republ.)
- Adolf Scholz (BdL)
- Franz Scholz (Něm. kř. soc.)
- Rudolf Schubert (KSČ)
- František Šabata (ČSL)
- Antonín Šachl (ČSL)
- Josef Šimonek (republ.)
- Antonín Šolc (ČSNS)
- Vavro Šrobár (republ.)
- Ferdinand Šťastný (ČSNS)
- Václav Štolba (republ.)
- Václav Šturc (KSČ, pak KSČ-leninovci)
- Ernst Teschner (DNSAP)
- Josef Thoř (živn.)
- József Törköly (BdL, resp. MNS, pak jen MNS)
- Michal Tomik (HSĽS)
- František Toužil (KSČ, pak KSČ-leninovci)
- Emanuel Trčka (živn.)
- Johann Tschapek (BdL, resp. něm. živn.)
- František Valoušek (ČSL)
- Alois Včelička (KSČ, pak KSČ-leninovci)
- František Veselý (ČSNS)
- Gabriel Volko (HSĽS)
- Elemír Vollay (republ.)
- Josef Vraný (republ.)
- Rudolf Wagner (ČSNS)
- Zikmund Witt (ČSSD)
- František Zimák (ČSSD)
- Theodor Zuleger (BdL)

## Vysvětlivky zkratek a pojmů
- AZS: Autonomní zemědělský sojuz
- BdL: něm. agrárníci
- ČSL: Československá strana lidová
- ČSSD: čs. sociální demokraté
- ČSNS: čs. národní socialisté
- DNP: Německá nacionální strana
- DNSAP: Německá národně socialistická strana dělnická
- DSAP: něm. soc. dem.
- hospit.: hospitant poslaneckého či senátorského klubu (většinou člen menší politické strany, která se v parlamentu připojila volně ke klubu větší politické formace)
- HSĽS: Hlinkova slovenská ľudová strana
- KSČ: Komunistická strana Československa
- KSČ-leninovci: Komunistická strana Československa-leninovci (odštěpenecká formace vzniklá z kritiků nového vedení KSČ)
- Liga: Liga proti vázaným kandidátním listinám
- MNS: Maďarská národní strana
- Něm. kř. soc.: Německá křesťansko sociální strana lidová
- Něm. živn.: Německá živnostenská strana
- nezařazený: poslanec či senátor stojící mimo klub
- republ.: Republikánská strana zemědělského a malorolnického lidu (agrárníci)
- resp.: uváděno tam, kde se příslušnost k poslaneckému či senátorskému klubu neshodovala se stranickou příslušností člena parlamentu (většinou u menších stran, jejichž členové v parlamentu zasedali v klubech větších politických formací)
- trudová str.: Karpatoruská strana práce malorolníků a bezzemků
- Zem. kř.-soc.: Zemská křesťansko-socialistická strana
- živn.: Československá živnostensko-obchodnická strana středostavovská